# Must Be Crazy for Me
Must Be Crazy for Me is een nummer van de Amerikaanse zangeres Melissa Etheridge uit 1993. Het is de vierde en laatste single van haar derde studioalbum Never Enough.
Het nummer werd alleen in Nederland uitgebracht als single, en haalde een bescheiden 14e positie in de Nederlandse Top 40.